# Sarisa haastiaria
Sarisa haastiaria är en fjärilsart som beskrevs av Felder 1873. Sarisa haastiaria ingår i släktet Sarisa och familjen mätare. Inga underarter finns listade.